# Ayatolla

Ayatolla Khomeini, Irans högste ledare 1979-1989.

Ayatolla, ayatollah eller ayatullah (arabiska آية الله, persiska آیت‌الله "Guds tecken") är en hederstitel för en framstående islamisk dignitär inom shia (tolvgrenen) med både religiös och politisk betydelse. Benämningen ges till de bäst utbildade rättslärde. En förutsättning för att kunna bli betrodd titeln är att en blivande ayatollah skriver en avhandling på direkt uppmaning från en person som redan är ayatollah. Inga regler finns för hur många som kan bära titeln samtidigt. Under 1800- och 1900-talet har det blivit vanligt att betrakta en mindre del av de personer som vid ett givet tillfälle bär titeln som särskilt framstående. Dessa betecknas marja' at-taqlid det vill säga personer man försöker efterlikna på det personliga planet med avseende på uppträdande, hållning och levnadssätt. Den som bär titeln marja' at-taqlid bär vanligen också titeln storayatolla.